# Apyre separata
Apyre separata là một loài bướm đêm thuộc phân họ Arctiinae, họ Erebidae.